# Агно (округ)
Агно́ (Агено, фр. Haguenau, /agəno/) — упразднённый округ (фр. Arrondissement) во Франции, один из бывших округов в регионе Эльзас. Департамент округа — Рейн Нижний. Супрефектура — Агно. В 2015 году был объединён с округом Висамбур в новый округ Агно-Висамбур.
Население округа на 2006 год составляло 128 613 человек. Плотность населения составляет 193 чел./км². Площадь округа составляет всего 666 км².

## Кантоны
До своего упразднения включал в себя кантоны:
- Бишвиллер (центральное бюро - Бишвиллер)
- Агно (центральное бюро - Агно)
- Нидербронн-ле-Бен (центральное бюро - Нидербронн-ле-Бен)